# Elskede at drømme, drømmer om at elske
Elskede at drømme, drømmer om at elske er det femte studiealbum fra den danske singer-songwriter Peter Sommer, der udkom den 9. marts 2018 på Genlyd og Sony Music.

## Modtagelse

### Anmeldelser
Jan Opstrup Poulsen, der er anmelder for GAFFA, gav albummet fem ud af seks stjerner.

### Priser
Albummet var ved Danish Music Awards 2020 nomineret til Årets danske album, men prisen gik til Branco og Gillis fællesalbum Euro Connection.

## Spor
| 1. | "Skønne spildte kræfter"                 | Peter Sommer, Tiggerne, Jonas Breum |  |
| 2. | "Elskede at drømme, drømmer om at elske" | Sommer, Tiggerne, Kasper Rasmussen  |  |
| 3. | "Bittersød natskygge"                    | Sommer, Tiggerne, Breum             |  |
| 4. | "Sand kærlighedshistorie"                | Sommer, Tiggerne, Breum             |  |
| 5. | "Det evige nu"                           | Sommer, Tiggerne                    |  |

| 6.  | "Fremmede i tiden" (Tiggerne featuring Turbolens) | Sommer, Bremer/McCoy                             |  |
| 7.  | "Ny chauffør" (featuring Mikael Simpson)          | Sommer, Bremer/McCoy                             |  |
| 8.  | "Faret vild i den samme skov"                     | Sommer, Bremer/McCoy                             |  |
| 9.  | "Mission" (featuring Benal)                       | Sommer, Bremer/McCoy, Steen Holbek, Benjamin Hav |  |
| 10. | "Slutter aldrig"                                  | Sommer, Bremer/McCoy, Breum                      |  |

## Hitliste
| Hitliste (2018)        | Højeste placering |
| ---------------------- | ----------------- |
| Danmark (Album Top-40) | 2                 |